# Kreis Bielefeld
Der Kreis Bielefeld war ein von 1816 bis 1972 bestehender Kreis, zunächst im zur preußischen Provinz Westfalen gehörenden Regierungsbezirk Minden sowie ab 1946/47 im nordrhein-westfälischen Regierungsbezirk Detmold. Er umfasste zuletzt das unmittelbare Umland der Stadt Bielefeld. Die Stadt selbst hatte bis 1878 zum Kreis gehört und war dann als eigener Stadtkreis ausgegliedert worden, beherbergte aber nach wie vor die Kreisverwaltungsbehörden. Von 1878 bis 1969 trug der Kreis die amtliche Bezeichnung Landkreis Bielefeld. Am 1. Januar 1973 fiel das Kreisgebiet durch die kommunale Neuordnung größtenteils an die Stadt Bielefeld, ansonsten an den Kreis Gütersloh.

## Geografie

### Lage
Der Kreis Bielefeld lag zu beiden Seiten des Teutoburger Waldes und hatte mit seiner Nordosthälfte Anteil an der Ravensberger Mulde und im Südwesten an der Emssandebene.

### Nachbarkreise
Der Kreis grenzte 1972 im Uhrzeigersinn im Norden beginnend an die Kreise Herford, Lemgo, Detmold, Paderborn, Wiedenbrück und Halle (Westf.) sowie an die als Enklave von ihm umschlossene kreisfreie Stadt Bielefeld.

## Geschichte

### Vorgeschichte
Das Kreisgebiet gehörte ursprünglich zur Grafschaft Ravensberg, die seit 1648 zu Brandenburg-Preußen gehörte. Von 1719 bis 1807 lag es im preußischen Verwaltungsgebiet Minden-Ravensberg und deckte den größeren Teil des Amtes Sparrenberg mit der Stadt Bielefeld und Teilen der Vogteien Heepen, Schildesche, Brackwede und Werther ab. Nach der Besetzung durch das napoleonische Frankreich gehörte das Kreisgebiet seit 1807 zum Distrikt Bielefeld des Weser-Departements im Königreich Westphalen. In Anlehnung an die alten Vogteien wurden Kantone gebildet, darunter im Bielefelder Raum die Kantone Bielefeld, Brackwede, Heepen, Schildesche und Werther.
1811 kam es zu Änderungen der Verwaltungsgliederung, da das nördlich des Johannisbachs gelegene Gebiet des Distrikts Bielefeld von Frankreich annektiert wurde. Jöllenbeck, Theesen, Vilsendorf und Brake gehörten nun zum Kanton Enger im Arrondissement Minden des französischen Departements der Oberen Ems.
Im verkleinerten Distrikt Bielefeld, der nun zum Departement der Fulda des Königreichs Westphalen gehörte, kam es ebenfalls zu einigen Änderungen. Die Dornberger Bauerschaften kamen vom Kanton Werther zum Kanton Schildesche. Der Kanton Heepen gab Milse an den Kanton Schildesche und Heepen-Senne, das fortan Senne II hieß, an den Kanton Brackwede ab. Der Kanton Brackwede verlor Steinhagen an den Kanton Brockhagen.
Nach der Rückeroberung durch Preußen im Jahre 1813 gehörte das gesamte Ravensberger Land zunächst zum Zivilgouvernement zwischen Weser und Rhein und ab 1815 zur neuen preußischen Provinz Westfalen. Die in der napoleonischen Zeit eingerichteten Kantone und Bürgermeistereien bestanden zum größten Teil als Verwaltungsbezirke fort.

### 1816–1841
Der 1816 gegründete Regierungsbezirk Minden, einer von drei Regierungsbezirken in der Provinz Westfalen, wurde mit Wirkung vom 1. November 1816 durch Verordnung der Königlichen Regierung in Minden vom 18. Oktober 1816 in zwölf Kreise gegliedert, darunter der Kreis Bielefeld mit Sitz in Bielefeld. Der Kreis wurde gebildet aus dem Kanton Bielefeld, dem Kanton Brackwede, dem Kanton Schildesche einschließlich Theesen, Vilsendorf und Brake sowie dem Kanton Heepen ohne Elverdissen, das zum Kreis Herford kam. Der Kreis gliederte sich in eine Stadt und fünf weitere Verwaltungsbezirke, unter denen Brackwede, Heepen und Schildesche den Rang einer Bürgermeisterei hatten. Isselhorst wurde von der Bürgermeisterei Brackwede mitverwaltet und Dornberg von der Bürgermeisterei Schildesche.
Unterhalb dieser Ebene existierten Dörfer, Bauerschaften und Güter, die nicht durchgehend als Gemeinden im heutigen Sinne konstituiert waren:
| Verwaltungsbezirk                     | Orte, Bauerschaften, Güter |
| ------------------------------------- | --- |
| Bielefeld                             | Stadt und Feldmark Bielefeld |
| Brackwede (Bürgermeisterei)           | Brackwede, Brock, Quelle, Vorstadt Gadderbaum, Sandhagen, Senne I, Senne II, Ummeln |
| Dornberg                              | Babenhausen, Deppendorf (ab 1817), Großdornberg, Hoberge, Kirchdornberg, Niederdornberg, Gut Uerentrup |
| Heepen (Bürgermeisterei)              | Altenhagen, Brönninghausen, Gräfinghagen, Heepen, Hillegossen, Lämershagen, Lippe, Lübrassen, Gut Lübrassen, Gut Eckendorf (teilweise), Milse, Gut Milse, Gut Niedermühlen (bis 1828), Oldentrup, Sieker, Stieghorst, Ubbedissen |
| Isselhorst                            | Ebbesloh, Hollen, Holtkamp, Isselhorst, Niehorst |
| Jöllenbeck (Bürgermeisterei, ab 1832) | Niederjöllenbeck, Oberjöllenbeck (ab 1832) |
| Schildesche (Bürgermeisterei)         | Brake, Gellershagen, Weichbild (Dorf) Schildesche, Gut Brodhagen, Bauerschaft Schildesche, Stift Schildesche, Arrode Schildesche, Theesen, Vilsendorf                                                                            |

Lage des Kreises im Regierungsbezirk Minden 1816–1831

Am 20. April 1817 wurde die Bauerschaft Deppendorf aus dem Kreis Halle in den Kreis Bielefeld umgegliedert. 1828 wurde das Gut Niedermühlen in die Feldmark der Stadt Bielefeld eingegliedert. Zum 1. Januar 1832 wurde die Bürgermeisterei Jöllenbeck mit den Ortschaften Niederjöllenbeck und Oberjöllenbeck vom Kreis Herford in den Kreis Bielefeld umgegliedert, ebenso ein 2 km² großes Gebiet von Elverdissen nach Brake.
Für die damalige Zeit ungewöhnlich folgte die Verwaltungsgliederung des Kreises Bielefeld nicht überall der kirchlichen Gliederung. Ubbedissen, Lämershagen, Gräfinghagen und Senne II waren ins evangelische Kirchspiel Oerlinghausen eingepfarrt, obwohl Oerlinghausen selbst seit jeher nicht zu Ravensberg, sondern zum Fürstentum Lippe gehörte. Diese Zuordnung änderte sich erst in der zweiten Hälfte des 19. Jahrhunderts mit der Gründung eigener Kirchengemeinden in Ubbedissen und Senne II. Die Vorstadt Gadderbaum war trotz ihrer politischen Zugehörigkeit zu Brackwede nach Bielefeld eingepfarrt. Ansonsten entsprachen die politischen Verwaltungsbezirke im Wesentlichen dem Umfang der gleichnamigen Kirchspiele.

### 1841–1930
Mit der Einführung der Westfälischen Landgemeindeordnung von 1841 wurden die bisherigen Verwaltungsbezirke zu Ämtern. Unterhalb dieser Ebene wurden nun bis 1845 flächendeckend Gemeinden im Sinne der Landgemeindeordnung konstituiert. Unter anderem gingen die Bauerschaft Lübrassen in der Gemeinde Heepen und die Bauerschaft Lippe in der Gemeinde Ubbedissen auf. Aus Hoberge und dem Gut Uerentrup wurde die Gemeinde Hoberge-Uerentrup, aus Niederdornberg und Deppendorf die Gemeinde Niederdornberg-Deppendorf und aus Lämershagen und Gräfinghagen die Gemeinde Lämershagen-Gräfinghagen gebildet. Danach gliederte sich der Kreis Bielefeld in eine amtsfreie Stadt und sechs Ämter mit 34 amtsangehörigen Gemeinden:
| Amt         | Gemeinden (Stand 1845)                                                                                               |
| ----------- | --- |
| amtsfrei    | Stadt Bielefeld |
| Brackwede   | Brackwede, Gadderbaum-Sandhagen, Quelle, Senne I, Senne II, Ummeln                                                   |
| Dornberg    | Babenhausen, Großdornberg, Hoberge-Uerentrup, Kirchdornberg, Niederdornberg-Deppendorf                               |
| Heepen      | Altenhagen, Brönninghausen, Heepen, Hillegossen, Lämershagen-Gräfinghagen, Oldentrup, Sieker, Stieghorst, Ubbedissen |
| Isselhorst  | Ebbesloh, Hollen, Holtkamp, Isselhorst, Niehorst                                                                     |
| Jöllenbeck  | Niederjöllenbeck, Oberjöllenbeck                                                                                     |
| Schildesche | Brake, Gellershagen, Milse, Bauerschaft Schildesche, Weichbild (Dorf) Schildesche, Theesen, Vilsendorf               |

Das Amt Isselhorst wurde schon 1847 mit dem Amt Brackwede zum Amt Brackwede-Isselhorst zusammengeschlossen, das einige Jahre später nur noch Amt Brackwede hieß. Die Ämter Schildesche und Jöllenbeck wurden teilweise in Personalunion von einem Amtmann verwaltet. 1883 wurde Sandhagen-Gadderbaum aus dem Amt Brackwede ausgegliedert und bildete fortan das Amt Gadderbaum. Die Ortsbezeichnung Sandhagen geriet seitdem außer Gebrauch.
1878 wurde die Stadt Bielefeld als Stadtkreis aus dem Kreis ausgegliedert. Die Kreisverwaltung des in „Landkreis Bielefeld“ umbenannten Restkreises verblieb in Bielefeld. 1893 wurde Milse aus dem Amt Schildesche in das Amt Heepen umgegliedert. Etwa seit Beginn des 20. Jahrhunderts lautete der amtliche Name der Gemeinde Ubbedissen Ubbedissen-Lippe. Zum 1. April 1900 wurde der vorstädtisch geprägte Teil von Gadderbaum, ein Gebiet von 2,33 km², in die Stadt Bielefeld eingemeindet; ebenso zum 1. August 1907 ein 2,01 km² großes Gebietsstück von Quelle an der Ostseite des Bielefelder Passes.

Lage des Kreises im Regierungsbezirk Minden 1832–1947 (Stadtkreis Bielefeld ab 1878; nicht eingezeichnet)
Lage und Gebietsstand von Stadt- und Landkreis 1878–1907
Lage und Gebietsstand von Stadt- und Landkreis 1907–1930

### 1930–1969

Lage und Gebietsstand von Stadt- und Landkreis 1930–1947

Lage von Stadt- und Landkreis im Regierungsbezirk Detmold 1947–1968

Am 1. Oktober 1930 kam es zu einer umfangreichen kommunalen Neuordnung, deren Hauptzweck die Vergrößerung der Stadt Bielefeld war:
- 0,79 km² im Westen von Hoberge-Uerentrup mit dem Wohngebiet Wolskuhle wurden nach Bielefeld eingemeindet.
- Großdornberg gab das Wohngebiet Wellensiek mit 0,51 km² an Bielefeld ab.
- Der größte Teil von Gellershagen mit 3,62 km² wurde nach Bielefeld eingemeindet; die restlichen 1,74 km² fielen an Babenhausen.
- Theesen gab seinen Untertheesen genannten und 1,34 km² großen Südteil an Bielefeld ab.
- Das Dorf Schildesche mit 4,01 km² wurde vollständig nach Bielefeld eingemeindet.
- Der größte Teil der Bauerschaft Schildesche mit 4,07 km² wurde nach Bielefeld eingemeindet; 1,87 km²  fielen an Vilsendorf und 0,98 km² an Brake.
- Heepen gab 3,20 km² große Gebietsteile an den Heeper Fichten und im Raum Baumheide an Bielefeld ab.
- Oldentrup gab 0,07 km² an Bielefeld ab.
- Sieker wurde mit 6,59 km² vollständig nach Bielefeld eingemeindet.
- Der größte Teil von Stieghorst mit 5,08 km² wurde nach Bielefeld eingemeindet; die restlichen 0,26 km² kamen zu Senne I.

Gellershagen, Bauerschaft und Dorf Schildesche, Sieker sowie Stieghorst waren damit keine selbständigen Gemeinden mehr. Aufgrund der Eingemeindung des größeren Teils des Amts Schildesche in die Stadt Bielefeld wurde das Amt aufgelöst; Brake kam zum Amt Heepen sowie Theesen und Vilsendorf zum Amt Jöllenbeck. Der Landkreis gliederte sich nun in 5 Ämter mit 29 Gemeinden:
| Amt        | Gemeinden (Stand 1. Oktober 1930)                                                                                    |
| ---------- | --- |
| Brackwede  | Brackwede, Ebbesloh, Hollen, Holtkamp, Isselhorst, Niehorst, Quelle, Senne I, Senne II, Ummeln                       |
| Dornberg   | Babenhausen, Großdornberg, Hoberge-Uerentrup, Kirchdornberg, Niederdornberg-Deppendorf                               |
| Heepen     | Altenhagen, Brake, Brönninghausen, Heepen, Hillegossen, Lämershagen-Gräfinghagen, Milse, Oldentrup, Ubbedissen-Lippe |
| Gadderbaum | Gadderbaum |
| Jöllenbeck | Niederjöllenbeck, Oberjöllenbeck, Theesen, Vilsendorf                                                                |

1934 verlor Gadderbaum seinen Status als Amt und wurde zu einer amtsfreien Gemeinde mit eigener Ortspolizeibehörde.
Mit der offiziellen Auflösung Preußens und damit auch der Provinz Westfalen durch den Alliierten Kontrollrat 1947 und der vorhergehenden Gründung des Landes Nordrhein-Westfalen im Jahr 1946 wurde der Regierungsbezirk Minden und damit der Landkreis Bielefeld Teil des neuen Landes Nordrhein-Westfalen. Durch den Beitritt des Landes Lippe zum Land Nordrhein-Westfalen im Jahr 1947 (1948 formal vollzogen) wurde der Regierungsbezirk Minden 1947 um die lippischen Gebiete vergrößert. Dem nun nach dem neuen Verwaltungssitz als Regierungsbezirk Detmold bezeichneten Bezirk (kurzzeitig und anfänglich als „Regierungsbezirk Minden-Lippe“ bezeichnet) gehörte der Kreis Bielefeld bis zu seiner Auflösung an.
Nieder- und Oberjöllenbeck wurden am 10. August 1952 zur Gemeinde Jöllenbeck zusammengeschlossen. Im September 1964 wurde der Name der Gemeinde Ubbedissen-Lippe durch einen Beschluss der Landesregierung von Nordrhein-Westfalen wieder in Ubbedissen geändert. Brackwede erhielt 1956 das Stadtrecht und wurde 1959 amtsfrei. Der Sitz des Amts Brackwede verblieb in Brackwede.
Am 31. Dezember 1961 wurden 0,54 km² der Gemeinde Babenhausen nach Bielefeld umgegliedert. 1963 wurde Else Zimmermann (SPD) zur Landrätin des Kreises Bielefeld gewählt. Sie war damit die erste Landrätin eines Landkreises der Bundesrepublik Deutschland.
Am 1. Januar 1965 gab Brake im Raum Baumheide ein Gebiet von 0,56 km² an Bielefeld ab.
1965 erhielt auch Senne II das Stadtrecht und wurde in „Sennestadt“ umbenannt. Ab dem 1. Oktober 1969 trug der Landkreis die Bezeichnung „Kreis Bielefeld“.

1930 – 9. Aug. 1952: Nieder- und Oberjöllenbeck noch eigenständige Gemeinden
10. Aug. 1952 – 1959: Die Gemeinde Jöllenbeck entstand 1952
1959–1964: Brackwede wurde 1959 amtsfrei
Der Landkreis vom 1. Januar 1970 bis zum 31. Dezember 1972

### 1970–1973

Vergleich der Gebietsstände 1972 und 1973

Die mit dem Landkreis fusionierte Stadt Bielefeld am 1. Januar 1973

Im Rahmen der nordrhein-westfälischen Gebietsreform gab es im Zuge der Umsetzung des „Gesetzes zur Neugliederung des Kreises Wiedenbrück und von Teilen des Kreises Bielefeld“ vom 4. Dezember 1969 am 1. Januar 1970 einige Umgemeindungen sowohl innerhalb des Kreises als auch zwischen dem Kreis Bielefeld und den benachbarten Kreisen:
- Ebbesloh, Hollen, der größte Teil von Isselhorst, Niehorst sowie ein kleiner Teil von Ummeln wurden in die Stadt Gütersloh (Kreis Wiedenbrück) eingegliedert.
- Die aus den Gemeinden Schloß Holte (Amt Verl, Kreis Wiedenbrück), Stukenbrock (Amt Schloß Neuhaus, Kreis Paderborn) sowie einem kleinen Teil von Sende (Amt Verl) neu gebildete Gemeinde Schloß Holte-Stukenbrock wurde dem Kreis Bielefeld angegliedert.
- Ein weiterer kleiner Teil von Sende wurde in Sennestadt eingegliedert.
- Holtkamp, Quelle und Ummeln sowie ein kleiner Teil von Isselhorst wurden in die Stadt Brackwede eingegliedert.
- Das Amt Brackwede wurde aufgelöst; Rechtsnachfolger wurde die Stadt Sennestadt. Senne I und Sennestadt wurden amtsfrei.[23]

Der Kreis Bielefeld gliederte sich vor seiner Auflösung zuletzt in fünf amtsfreie Städte und Gemeinden sowie 17 amtsangehörige Gemeinden in drei Ämtern:
| Amt        | Gemeinden (Stand 31. Dezember 1972)                                                                            |
| ---------- | --- |
| amtsfrei   | Brackwede (Stadt), Gadderbaum, Schloß Holte-Stukenbrock, Senne I, Sennestadt (Stadt)                           |
| Dornberg   | Babenhausen, Großdornberg, Hoberge-Uerentrup, Kirchdornberg, Niederdornberg-Deppendorf                         |
| Heepen     | Altenhagen, Brake, Brönninghausen, Heepen, Hillegossen, Lämershagen-Gräfinghagen, Milse, Oldentrup, Ubbedissen |
| Jöllenbeck | Jöllenbeck, Theesen, Vilsendorf                                                                                |

Die Gebietsreform wurde im Raum Bielefeld mit dem „Gesetz zur Neugliederung der Gemeinden und Kreise des Neugliederungsraumes Bielefeld (Bielefeld-Gesetz)“ vom 24. Oktober 1972 abgeschlossen, durch das am 1. Januar 1973 folgende Änderungen in Kraft traten:
- Die Städte Bielefeld, Brackwede und Sennestadt, die Gemeinden Gadderbaum, Babenhausen, Großdornberg, Kirchdornberg, Niederdornberg-Deppendorf, Altenhagen, Brake, Brönninghausen, Heepen, Hillegossen, Lämershagen-Gräfinghagen, Milse, Oldentrup, Ubbedissen, Jöllenbeck, Theesen und Vilsendorf sowie die größten Teile der Gemeinden Senne I, Hoberge-Uerentrup und Schröttinghausen (Kreis Halle (Westf.)) wurden zur neuen kreisfreien Stadt Bielefeld zusammengeschlossen. Weiterhin wurden kleinere Teile der Städte und Gemeinden Häger, Isingdorf, Steinhagen (alle Kreis Halle (Westf.)) und Spenge (Kreis Herford) eingemeindet.
- Ferner erfolgte die Festlegung der Gliederung Bielefelds neben der Kernstadt (Mitte) in die sieben Stadtbezirke Brackwede, Senne, Gadderbaum, Dornberg, Heepen, Jöllenbeck und Sennestadt. Später wurden mit Schildesche und Stieghorst zwei weitere Bezirke eingerichtet.
- Schloß Holte-Stukenbrock wurde in den neu gegründeten Kreis Gütersloh eingegliedert.
- Ein kleiner Teil der von Senne I wurde in die Stadt Gütersloh umgemeindet und ein kleiner Teil von Hoberge-Uerentrup in die neu gegründete Gemeinde Steinhagen (beide Kreis Gütersloh).
- Der Kreis Bielefeld und die Ämter Dornberg, Heepen und Jöllenbeck wurden aufgelöst; Rechtsnachfolgerin ist die Stadt Bielefeld.

### Bevölkerungsentwicklung

Bevölkerungsentwicklung im Kreis Bielefeld von 1816 bis 1970

Die folgende Übersicht zeigt die Einwohnerzahlen des Kreises Bielefeld nach dem jeweiligen Gebietsstand. Änderungen des Gebietsstandes ergaben sich hauptsächlich durch die Eingliederung der Gemeinden Nieder- und Oberjöllenbeck und Abtrennung von Teilen der Gemeinde Brake 1832, die Auskreisung der Stadt Bielefeld 1878, Umgliederungen von verschiedenen Gemeinden und Gemeindeteilen in die Stadt Bielefeld 1900, 1907, 1930, 1961 und 1965 sowie die Eingliederung der Gemeinde Schloß Holte-Stukenbrock 1970. Bei den Zahlen handelt es sich um Volkszählungsergebnisse oder deren Fortschreibung. Die Angaben beziehen sich ab 1871 sowie für 1946 auf die Ortsanwesende Bevölkerung und ab 1925 auf die Wohnbevölkerung. Vor 1871 wurden die Einwohnerzahlen nach uneinheitlichen Erhebungsverfahren ermittelt.
| Jahr            | Einwohner |
| --------------- | --------- |
| 1816 (31. Dez.) | 30.092    |
| 1818 (31. Dez.) | 30.283    |
| 1822 (31. Dez.) | 30.723    |
| 1825 (31. Dez.) | 32.902    |
| 1831 (31. Dez.) | 35.346    |
| 1834 (31. Dez.) | 41.168    |
| 1837 (31. Dez.) | 43.117    |
| 1840 (31. Dez.) | 45.903    |
| 1843 (31. Dez.) | 46.239    |
| 1846 (3. Dez.)  | 47.477    |
| 1849 (3. Dez.)  | 47.508    |

| Jahr           | Einwohner |
| -------------- | --------- |
| 1852 (3. Dez.) | 47.876    |
| 1855 (3. Dez.) | 46.333    |
| 1858 (3. Dez.) | 47.909    |
| 1861 (3. Dez.) | 49.803    |
| 1864 (3. Dez.) | 53.137    |
| 1867 (3. Dez.) | 55.812    |
| 1871 (1. Dez.) | 59.168    |
| 1880 (1. Dez.) | 40.123    |
| 1885 (1. Dez.) | 43.744    |
| 1890 (1. Dez.) | 48.130    |
| 1895 (1. Dez.) | 53.096    |

| Jahr            | Einwohner |
| --------------- | --------- |
| 1900 (1. Dez.)  | 057.607   |
| 1905 (1. Dez.)  | 065.792   |
| 1910 (1. Dez.)  | 074.152   |
| 1925 (16. Juni) | 083.772   |
| 1933 (16. Juni) | 064.202   |
| 1939 (17. Mai)  | 072.216   |
| 1946 (29. Okt.) | 092.810   |
| 1950 (13. Sep.) | 101.284   |
| 1961 (6. Juni)  | 129.464   |
| 1970 (27. Mai)  | 160.296   |
| 1971 (31. Dez.) | 167.100   |

## Politik

### Ergebnisse der Kreistagswahlen ab 1946
In der Liste werden nur Parteien und Wählergemeinschaften aufgeführt, die mindestens zwei Prozent der Stimmen bei der jeweiligen Wahl erhalten haben.
Stimmenanteile der Parteien in Prozent
| Jahr | SPD  | CDU  | FDP  | BHE  | KPD |
| ---- | ---- | ---- | ---- | ---- | --- |
| 1946 | 55,1 | 34,0 | 04,3 |      |     |
| 1948 | 52,8 | 39,4 | 03,2 |      | 4,6 |
| 1952 | 51,1 | 36,1 |      | 9,98 | 2,3 |
| 1956 | 55,1 | 27,0 | 12,7 | 5,20 |     |
| 1961 | 53,3 | 35,2 | 11,5 |      |     |
| 1964 | 55,6 | 34,5 | 09,9 |      |     |
| 1970 |      |      |      |      |     |

### Landräte
- 1817–1837 Franz von Borries
- 1837–1876 Wilhelm von Ditfurth
- 1876–1877 Max von Wurmb
- 1877–1878 Rudolf von Borries (kommissarisch)
- 1878–1909 Franz von Ditfurth
- 1910–1937 August Beckhaus (DNVP, DVP, NSDAP)
- 1938–1943 Heinrich Martin Rütten (NSDAP)
- 1943–1945 Erich Hartmann (NSDAP)
- 1945–9999 Artur Ladebeck (SPD)
- 1946–1947 Kurt Baurichter (SPD)
- 1947–1961 Franz Specht (SPD)
- 1961–1963 Erich Deppermann (SPD)
- 1963–1967 Else Zimmermann (SPD)
- 1967–1972 Klaus Schwickert (SPD)

### Wappen

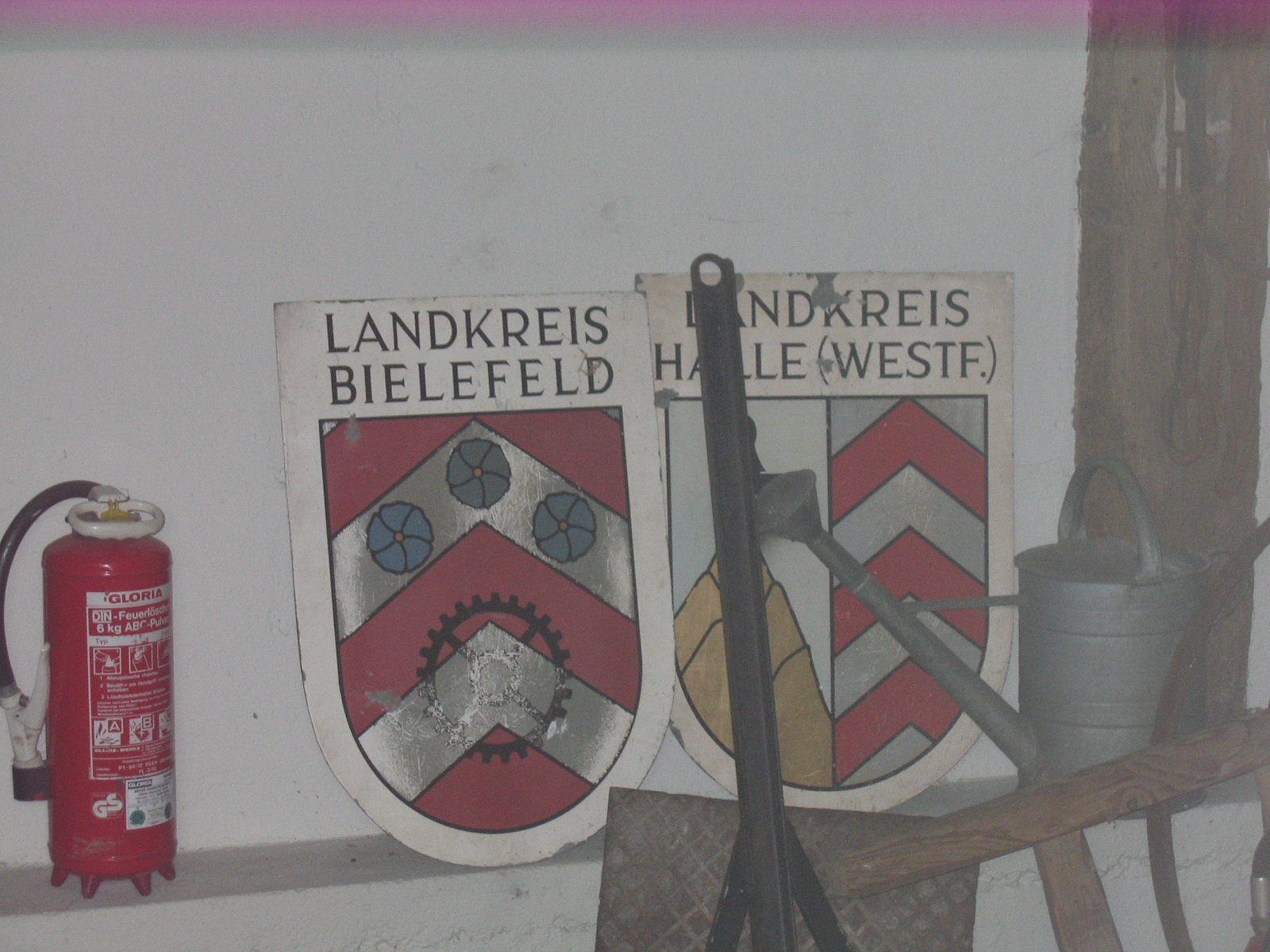
Altes Kreisschild; daneben das Wappen des Altkreises Halle

Das am 23. August 1961 genehmigte Wappen des Kreises zeigte in Silber drei rote Sparren, die beiden unteren belegt mit einem Zahnrad, zwischen den beiden oberen drei Flachsblüten. Die Sparren sind dem Wappen der Grafschaft Ravensberg entlehnt und sind eines der häufigsten Symbole in den Kommunal- und Kreiswappen in Minden-Ravensberg. Die Flachsblüten spielen auf die Bedeutung der Leineweberindustrie im Ravensberger Land und darüber hinaus an. Insbesondere Bielefeld war Standort großer Spinnereien wie der Ravensberger Spinnerei. Das Zahnrad symbolisiert die Industrie im Landkreis, da der Kreis eines der industriellen Zentren Ostwestfalens war.

## Kfz-Kennzeichen
Am 1. Juli 1956 wurde dem damaligen Landkreis bei der Einführung der bis heute gültigen Kfz-Kennzeichen das Unterscheidungszeichen BI zugewiesen. Es wird in der Stadt Bielefeld durchgängig bis heute ausgegeben.